# Adiantum cristatum
Adiantum cristatum là một loài dương xỉ trong họ Pteridaceae. Loài này được L. mô tả khoa học đầu tiên năm 1759.